# Gregorio Sciroli
Gregorio Sciroli (5. října 1722 Neapol – cca 1781? tamtéž) byl italský skladatel a hudební pedagog.

## Život
Narodil se v Neapoli 5. října 1722. Už jako dítě projevoval hudební nadání. Povšiml si ho vévoda Caprigliano, který zaměstnával jeho otce, a v roce 1732 mu umožnil studium na konzervatoři Conservatorio della Pietà dei Turchini v Neapoli, kde byli jeho učiteli Lorenzo Fago a Leonardo Leo.
Jako operní skladatel debutoval během karnevalu 1747 v Neapoli v divadle Teatro dei Fiorentini fraškou Capitan Giancocozza komponovanou na text Domenica Antonia Di Fiore. Zpočátku se věnoval skladbě komických děl (intermezza, farsy, buffo-opery), která se hrála v menších divadlech Neapole, Říma a Palerma. Časem získal proslulost a komponoval také skladby vážného a dramatického charakteru, které se pak hrály i ve velkých divadlech v Pise, Benátkách, Miláně a v Bologni.
V roce 1752 získal místo kapelníka u knížete Bisignano. V letech1753–1757 byl ředitelem konzervatoře v Palermu. Od června 1753 byl jednu sezónu také druhým cembalistou v divadle Teatro San Carlo. Vedle toho všeho působil i jako učitel zpěvu. Jeho nejslavnějším žákem byl kastrát Giuseppe Aprile známý pod pseudonymem Shirolino.
V roce 1766 se usadil v Benátkách. Po krátkém působení v Miláně se v roce 1779 vrátil do Neapole. Uvedl ještě své opery v divadle San Carlo, ale v roce 1780 ukončil svou skladatelskou dráhu. Přesné datum jeho smrti není známo

## Dílo
Zkomponoval přibližně 35 oper (u některých však je jeho autorství sporné), 8 mší, dvě oratoria, dalších 18 děl duchovní hudby, 5 motet, 5 symfonií, 6 koncertů a řadu drobnějších instrumentálních skladeb. Sonáta pro klarinet a basso continuo z roku 1770 je považována za jednu z prvních prací pro tento nástroj.

### Opery
- Capitan Giancocozza (farsa, libreto D. A. Di Fiore, 1747, Neapol)
- La Smorfiosa (intermezzo, 1748, Řím)
- Madama Prudenza (farsetta, 1749, Řím)
- Ulisse errante (dramma per musica, libreto Giacomo Badoaro, 1749, Palermo)
- Il Corrivo (opera buffa, libreto Pietro Trinchera, 1751-2, Neapol)
- Il barone deluso (intermezzo, libreto Giuseppe Petrosellini, 1752, Řím)
- Li nnamorate correvate (opera buffa, libreto Pietro Trinchera, 1752, Neapol)
- La Canterina (intermezzo, 1753, Messina)
- Introduzione alla commedia per musica (libreto B. Bonaiuto, 1753, Palermo)
- Il finto pastorello (opera buffa, libreto Antonio Palomba, 1755, Neapol)
- La caffettiera astuta (farsetta, 1756, Neapol)
- La Zita correvata (opera buffa, libreto P. Mililotti, 1756, Neapol)
- La marina di Chiaia (opera buffa, libreto Benedetto Saddumene, 1757, Neapol)
- Il Conte Gian Pascozio in villeggiatura (farsetta, 1757, Řím)
- L'Ipermestra (pasticcio, 1757, Casale Monferrato)
- La sposa alla moda (intermezzo, 1758, Řím)
- La contadina scaltra (intermezzo, 1759, Lucca)
- Nell'amor l'honor (1759, Janov)
- Sesostri re d'Egitto (dramma per musica, 1759, Pisa)
- Bellerofonte (dramma per musica, 1760, Janov)
- Olimpiade (dramma per musica, libreto Pietro Metastasio, 1760, Benátky)
- Merope (dramma per musica, libreto Apostolo Zeno, 1761, Milán)
- Lo Saglemmanco (opera buffa, 1762, Neapol)
- Prologo (Venere, Ercole, Espero) (1762, Neapol)
- Alessandro nelle Indie (dramma per musica, libreto Pietro Metastasio, 1764, Teatro Comunale di Bologna)
- Solimano (dramma per musica, libreto G. A. Migliavacca, 1766, Benátky)
- Le nozze di campagna (dramma giocoso, libreto Carlo Goldoni, 1768, Benátky)
- Il vagabondo fortunato (opera buffa, libreto A. Papi, 1769, Brescia)
- Zemira e Azor (dramma pantocomico, 1778, Nizza)
- La finta ammalata (intermezzo)
- La villanella innocente (opera buffa)

#### Opery s nejistým autorstvím
- Achille in Sciro (dramma per musica, libreto Pietro Metastasio, 1751, Neapol)
- Artaserse (dramma per musica, libreto Pietro Metastasio, 1752)
- Li negromanti (opera buffa, 1752, Neapol)
- La commediante (opera buffa, libreto Antonio Palomba, 1754)

### Duchovní hudba
- Primum fatale homicidium (oratorium, 1768, Benátky)
- La morte di Eleazaro (oratorium, Janov)
- 5 Messe per due cori (3-4 voci)
- Miserere per soprano, contralto, tenore, basso e strumenti
- Caelestis urbs Jerusalem (1772)
- Iste confessor (1772)
- Laudate pueri (1774)
- Lauda Jerusalem per 3 voci (1775)
- Iste confessor (1776)
- Salve Regina (1776)
- Lectio VII (1778)
- Magnificat per 3-4 voci (1778)
- 2 Laetatus sum (1779)
- Nisi Dominus (1779)
- 2 Tantum ergo (1779-80)
- Beatus vir
- Deus in adiutorium e Dixit
- Dixit
- Dixit Dominus per 5 voci
- Litanie per 4 voci
- 7 mottetti

### Instrumentálí skladby
- 6 terzetti per 2 violini e basso continuo, op.1 (1770)
- Sonata per clarinetto e basso continuo in si maggiore
- 5 koncertů (1764-9)
- 5 ouvertur